# 柬埔寨佛教
高棉佛敎是東南亞大陸除緬甸外少數獨立起源的佛敎分支，儘管今天的高棉佛敎主要經由泰國傳入，高棉佛敎在藝術、語言、文字上不僅影響了柬埔寨，還廣汎影響著泰國（泰國北部除外）和老撾（老撾北部除外）。在柬埔寨，佛教徒佔總人口比例長期達90%以上，甚至高達97%，世界排名第一（第二是泰國，第三是緬甸），集中在高棉族、泰族、越族、華裔；主要信仰上座部佛教，但含有印度教、泛灵论和祖先崇拜的元素，歷史上印度教和大乘佛教亦流行。

## 歷史
東南亞歷史文獻缺乏，對以往的史实無法準確考證。根據推測，公元年前後幾世紀，哀牢人沿湄公河南下，佔據了泰国和缅甸者即今天的孟人，進入柬埔寨和老挝者即今日的高棉人。高棉人自古就是柬埔寨的主體民族。
按中國古籍之記名，柬埔寨漢時稱“扶南”，來自於扶南王國；隋唐時稱“真臘”，來自於真臘王國；中唐時稱“吉蔑”，吉蔑即高棉（khmer）的另譯。而柬埔寨（Kambuja）之國名，古已使用，最早見於817年芽莊的一碑文，斯里蘭卡編年史《大史》亦稱之“柬埔寨”，此名或許來自於印度古國剑浮沙。
柬埔寨的王朝和佛教大抵分為扶南、真腊、安哥、安哥以後四個時期。

### 扶南時期
1世紀時，混填王（與阿若·憍陈如同爲Kauṇḍinya氏

，王名Preah Thong）至柬埔寨境内建立扶南国，定都毗耶陀补罗（直译：猎人-城（p. 20））。柬埔寨傳說印度憍陳如王子與父王不和而出走到柬埔寨，和土著王女那吉尼（Nagini）成婚後繼承了王位（p. 18），也許即是混填王。這位印度人國王在扶南奉印度教為國教，崇拜濕婆神，同時扶南大乘佛教亦流行，國內受到印度文化的影響是十分明顯的。康泰《扶南傳》，以及《太平御覽》引《扶南土俗》云扶南西南七千里有“林陽國”，奉佛教，有沙門數千，齋日時“魚肉不得入國”；《梁书》記載扶南來使上贡佛坐像一尊、白檀佛像一尊、佛教牙塔二尊；《续高僧传》記載曾有扶南國僧侶僧伽婆罗（Samghapāla）和曼陀罗（Mandra）來華譯經。由此可知當時國內有佛教存在。
不過扶南國史料無多，關於其宗教的記錄更是缺乏，具體的情形尚不十分明瞭。

### 真臘時期
5世紀末，老撾東南部出現一個名叫叫真臘的國家，當時是扶南的屬國，對於其何時成為扶南之屬國，沒有清楚的史料記載，僅簡單見於中國古籍，當時的真臘國主要信奉印度教濕婆派，亦有佛法流傳。
真臘國逐漸壯大，將扶南國納爲屬國；最終在627年，伊奢那跋摩一世（Ishanavarman I）以武力兼併了扶南國，此後境內各族以高棉人以中心進行融合，逐漸在政治、文化、血統上都形成單一民族，亦自稱高棉族。真臘一朝，仍以濕婆爲尊，佛教爲次。
8世紀時，信仰大乘佛教的印尼室利佛逝王朝曾有僧侶弘教至柬。

### 吳哥王朝
真臘滅亡後，扶南王子流亡爪哇，并建立了山帝王朝，信奉印度教和佛教密宗，曾修築千佛壇，即後來和緬甸仰光大金塔、柬埔寨吳哥王朝時修建的吳哥窟，並稱東南亞三大佛教遺蹟的印尼婆羅浮屠。8世紀末-9世紀，逃亡爪哇建國的扶南後裔山帝王朝發兵征服真臘國，真臘王子阇耶跋摩二世被囚至爪哇，向山帝王朝稱臣後才放回真臘即位。802年，真臘王子阇耶跋摩二世自稱轉輪王，举兵擊敗山帝，在柬埔寨成立了吳哥王朝（高棉王朝）。吳哥（Angkor）之名來自梵語都城（直译：都城、城市、據點），是當時的政治中心（p. 44）。吳哥建國後，中國古籍裡仍稱之為“真臘”。
阇耶跋摩二世宣揚“君權神授”說，認為自己的王位來自於濕婆，自稱“天王”（p. 46），在他的統治下，印度教濕婆派、毗濕奴派、大乘佛教，以及高棉人祖先崇拜都大爲流行。在吳哥地區存世至今的1200塊石碑上，用梵文、柬埔寨文、巴利文記載了國王世系、統治家族、軍事狀況、人民生活、婆羅門祭司和佛教信仰（p. 45）。阇耶跋摩二世也許是被囚于爪哇期間，見到婆羅浮屠有感，他也在吳哥下令建造印度教濕婆派寺院吳哥寺（Angkor Wat）。
889年，耶输跋摩一世（Yashovarman I）即位。在他統治期間，人們信奉作為國王和濕婆合一的“天王”、印度教和大乘佛教，但國內寺院仍以印度教信仰佔主流（p. 48）。1006年，蘇利耶跋摩一世（Sūryavarman I）打下吳哥，從王位爭奪戰中獲勝。他自稱擁有泰國單馬令（Tambralinga，即後來的那空是贪玛叻王國，位於那空是贪玛叻）家族的血統，因此擁有此地的治權，直至1220年才撤出（p. 139）（p. 52）。當時單馬令王國信奉佛教，蘇利耶跋摩一世也開始信奉佛教，據信這是柬埔寨歷史上第一位信仰佛教——且是大乘佛教——的國王（p. 52），他未干涉國內的印度教和上座部佛教信仰（p. 139）。至蘇利耶跋摩二世即位，他信奉印度教毗濕奴派，下令整修吳哥寺，主持修建了吳哥寺石窟，並將原有的濕婆神像替以毗濕奴像。12世纪下半葉，柬埔寨與信奉上座部佛教的斯里蘭卡波罗迦罗摩巴忽一世交好，引起了同樣信奉上座部佛教的緬甸蒲甘王朝阿隆悉都的不滿和報復，為此斯里蘭卡曾於1165年討伐蒲甘。此一時期，國內毗濕奴派和濕婆派都較興盛，佛教則日漸衰弱，印度教兩個宗派和佛教有融合之趨勢，成爲柬埔寨宗教的一大特點（pp. 53-54）。
1177年，占城人攻破吳哥首都耶输陀罗补罗，統治吳哥。幾年後，阇耶跋摩七世（Jayavarman VII）在1181年驅逐占人，登基為王，又於1190年或1203年攻下占城首都毘闍耶。阇耶跋摩七世信仰大乘佛教，并積極修建佛塔佛寺，在他統治期間，吳哥的建築物建築情況達到最高峰，也包括許多道路、橋樑、旅社（p. 55）；他還下令重整吳哥窟，將佛陀圣像取代了毗濕奴像，以觀世音爲高棉人的保護聖尊，四處建造四面觀音像。1186年，建纪念其母的塔布茏寺（Ta Prohm，即普利毗訶羅寺），供奉摩耶夫人）；1191年，建紀念其父的圣剑寺（Preah Khan），供奉觀音菩薩）；以及爲自己修建了巴戎寺（Bayon），這是吴哥最后的一座国寺，也是唯一的大乘佛教国寺，其中的观音像融入了自己的形象，慈眼半睜、目光低垂、嘴含微笑，被稱作“高棉的微笑”。這些寺塔都是極具代表的吳哥佛教遺跡，呈現出吳哥佛教的特色。這些佛寺部分建在被征服的別族土地上，帕甘寺的石碑銘文說，造寺的目的在於“在遍流敵人鮮血的土地上……莊嚴菩薩”，很大程度上建寺也是為了敬奉祖先、振王權威。阇耶跋摩七世還派遣王子到斯里蘭卡求法，這位王子可能就是緬甸史《琉璃宮史》中提到的於1190年從斯里蘭卡前往緬甸弘法的多摩陵陀（Tāmalinda）。又有柬埔寨僧侶弘教至泰國羅斛、素可泰古城等地。
阇耶跋摩七世駕崩後，印度教復興，佛教式微。其子因陀羅跋摩二世（Indravarman II）也是佛教徒，崩於1243年。1257年，本受到柬埔寨影響信奉大乘佛教的泰國素可泰地區建立了素可泰王國，此國奉養斯里蘭卡上座部僧團，大乘佛教衰弱，柬埔寨國內亦受到其影響，上座部佛教得勢。1295年，因陀罗跋摩三世發動政變登基，在他統治期間，元朝使節周达观來訪，寫下了重要史料《真臘風土記》，根據此書，因陀罗跋摩三世在位期間，上座部佛教被定為國教，成為當時柬埔寨最有影響力的宗教。柬埔寨持續受到泰國陀羅缽地王國和駭黎朋猜王國的影響，傳入了泰系大宗派和法宗派兩大宗派，也繼承了其僧王制度。柬埔寨上座部佛教對周邊也有影響。1353年，老撾南掌國（澜沧王国）建立，開國君王法昂王從小在柬埔寨長大，受僧侶教育，他建國後就从柬埔寨和斯里蘭卡引進上座部佛教。
因為上座部佛教排斥神王崇拜，吳哥國王的「天王」地位和威望一落千丈，王朝從14世紀開始迅速衰敗，周邊兩個泰人王朝崛起。於1431年，吳哥王朝遷都金邊，吳哥幾乎廢棄。此地國王陵墓眾多，王朝只留下了許多奴隸和村民照看，這些奴隸和村民大多數信奉上座部佛教（p. 63）。吳哥王朝雖遷都金邊，但吳哥還一度作為都城使用，此地存世的佛像從15世紀到19世紀都有，說明佛教信仰仍在吳哥延續。15世紀70年代，緬甸从斯里蘭卡帶回上座部大寺派傳承，建立了羅曼那派（孟人派），就曾傳到柬埔寨。
吳哥王朝是柬埔寨佛教的重要時期，實現了印度教濕婆派、毗濕奴派，佛教上座部、大乘顯宗、大乘密宗，和本土萬物有靈信仰、祖先崇拜信仰的融合，從各種宗教建築和塑畫藝術看，它們常常是密不可分，這爲現在的柬埔寨佛教面貌乃至各宗教的面貌打下了基礎（pp. 63-65）。

### 吳哥王朝以後
1430年，暹羅入侵柬埔寨，次年吴哥王朝迁都金边，此後柬埔寨與暹羅、緬甸、越南之間常有戰爭。16世纪末，柬埔寨、緬甸與暹羅之間爆發激烈战争，1594年柬埔寨战败被佔，由於暹羅人的影響，上座部佛教佔強勢地位，大乘佛教和印度教逐步衰微，很多印度教建築被替換為上座部佛教式樣，林伽雕塑被取締後安放佛像。不過印度教、大乘佛教的宗教影響並未消除，仍在民間流傳。
19世纪，柬埔寨沦为暹罗和越南的双重附庸。1864年，法国建立交趾支那（位于今越南南部）殖民地，柬埔寨国王诺罗敦一世请求法国对柬埔寨进行保护，柬埔寨法国保护国成立。比起英国在缅甸、斯里兰卡殖民地破坏佛教、强推基督教，法国殖民统治较爲柔和。為了顛覆泰國寺院教育在該地區的統治地位，並使用老撾化和高棉化的佛教加強殖民統治，法國設立了在遠東學院（EFEO）用於研究东南亚歷史、文化和宗教。这一时期的僧侶和佛教信徒成爲社会进步的重要力量，積極參與政治生活和民生事務，巴利语系上座部佛教作為民族文化的象征和民族主義的旗幟，出現了復興趨勢。1914年11月24日，柬埔寨皇家下令创立金邊巴利學院（法語：Ecole de Pali），後於1922年更名為巴利高等學院（法語：Ecole Supérieure de Pali）；除了巴利學院，柬埔寨有許多巴利語學院陸續創建。1922年，兩名柬埔寨僧人被派往河內學習巴利文和梵文，以便加強對佛教原始文獻的研究。諾羅敦·西哈努克等政治家、僧侶提出了「佛教社會主義」的口號，強調“廢止階級”、“物資交公”、“所有寺院都應創辦學校”。1954年，成立西哈努克佛教大学（Preah Sihanouk Raj Buddhist University）和金邊佛教研究所。60年代，翻譯出版了高棉文巴利三藏。此一時期，高棉共產黨活躍，於70年代建立了赤色高棉共和國，廢除國教，實行無神論，僧侶和佛教活動受到抑制和重大打擊。其時據統計全國僧侶有6500餘人，寺塔達3400座，佛教徒已經佔到本國人口的90%以上。佛教徒在人口的高佔比持續至今，2007年甚至高達97%，2010年爲96.9%，近年爲95%，在世界持续地排名第一。
1871年，緬甸舉辦上座部佛教第五次結集，修訂後的巴利三藏傳至柬埔寨。1954年5月17日衛塞節，緬甸在仰光世界和平塔舉办了第六次結集，柬埔寨僧侶受邀參加。

## 特點
柬埔寨佛教一來受到印度教的影響極深，很多佛教建築曾經是印度教建築，或者多多少少呈現出印度教教義和崇拜的痕跡；二來上座部佛教主要傳承自泰國，受泰國佛教影響亦深，但也保留了大乘佛教和金剛乘佛教許多痕跡；三來本土信仰也在國內流傳，夾雜在佛教信仰中。（pp. 53-54,63-65）
和其他东南亚佛教国家一样，柬埔寨的儿童会被送去短期出家，学习本国传统文化知识和佛教知识，若干年後可以还俗，也可以留在寺院成为正式僧侣。

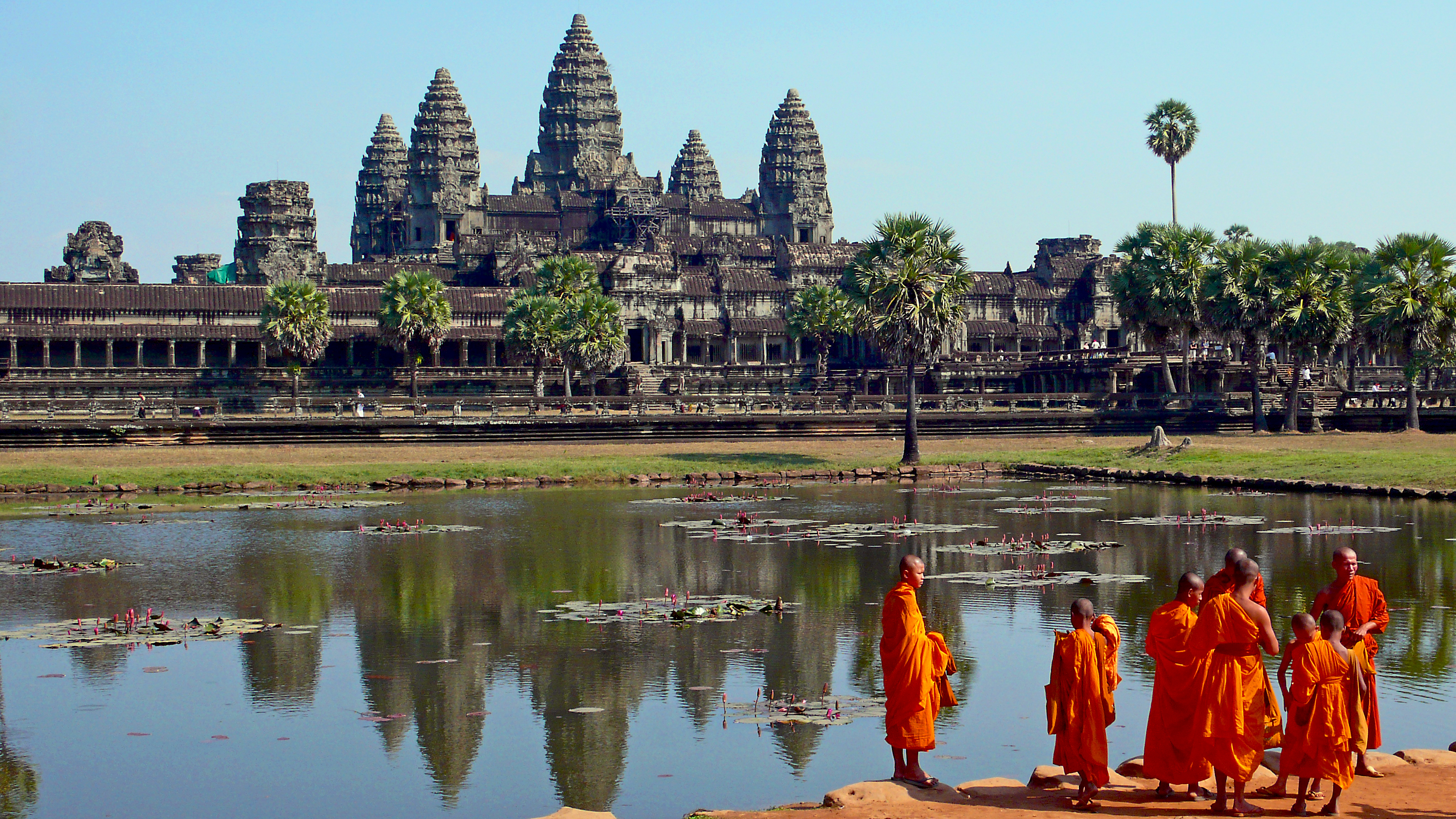
站在吳哥寺的僧侶
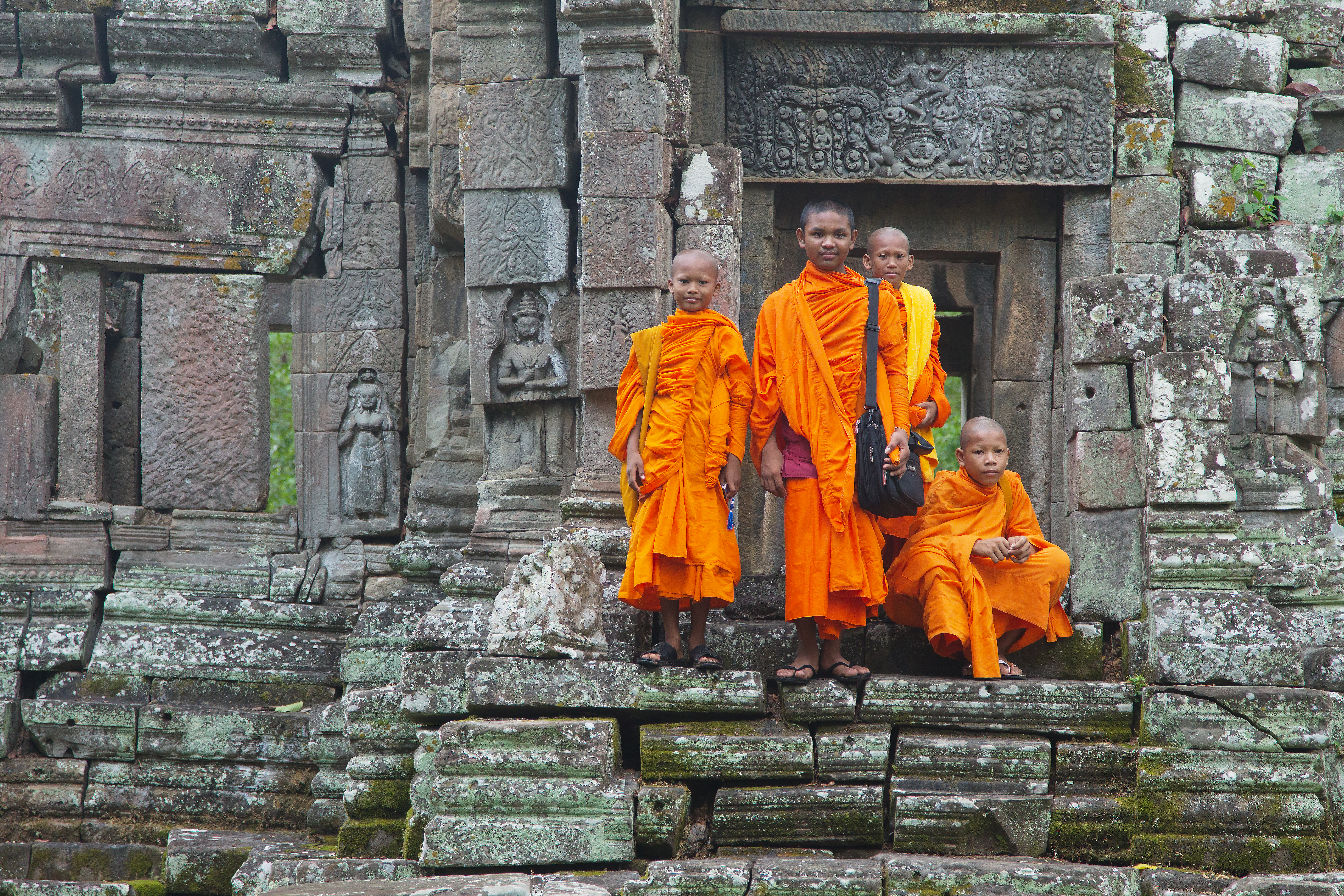
吳哥石窟中的小沙彌
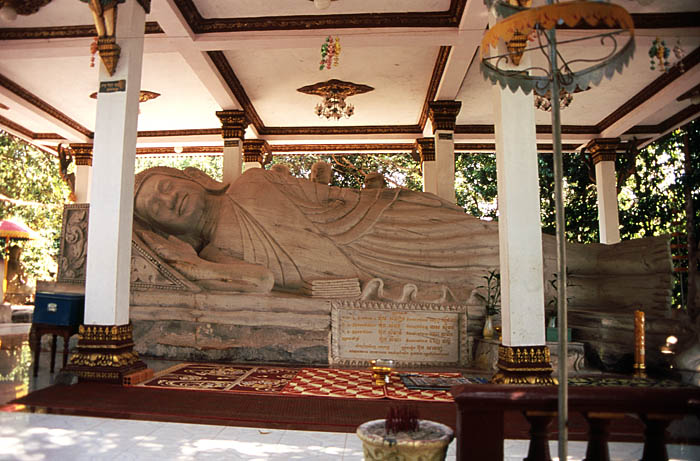
臥佛像，位於西哈努克云壤海军基地附近的云壤國家公園；云壤（Ream）傳說是扶南女王，或許為《羅摩衍那》中羅摩（Rama）的變形（英语：Reamker）
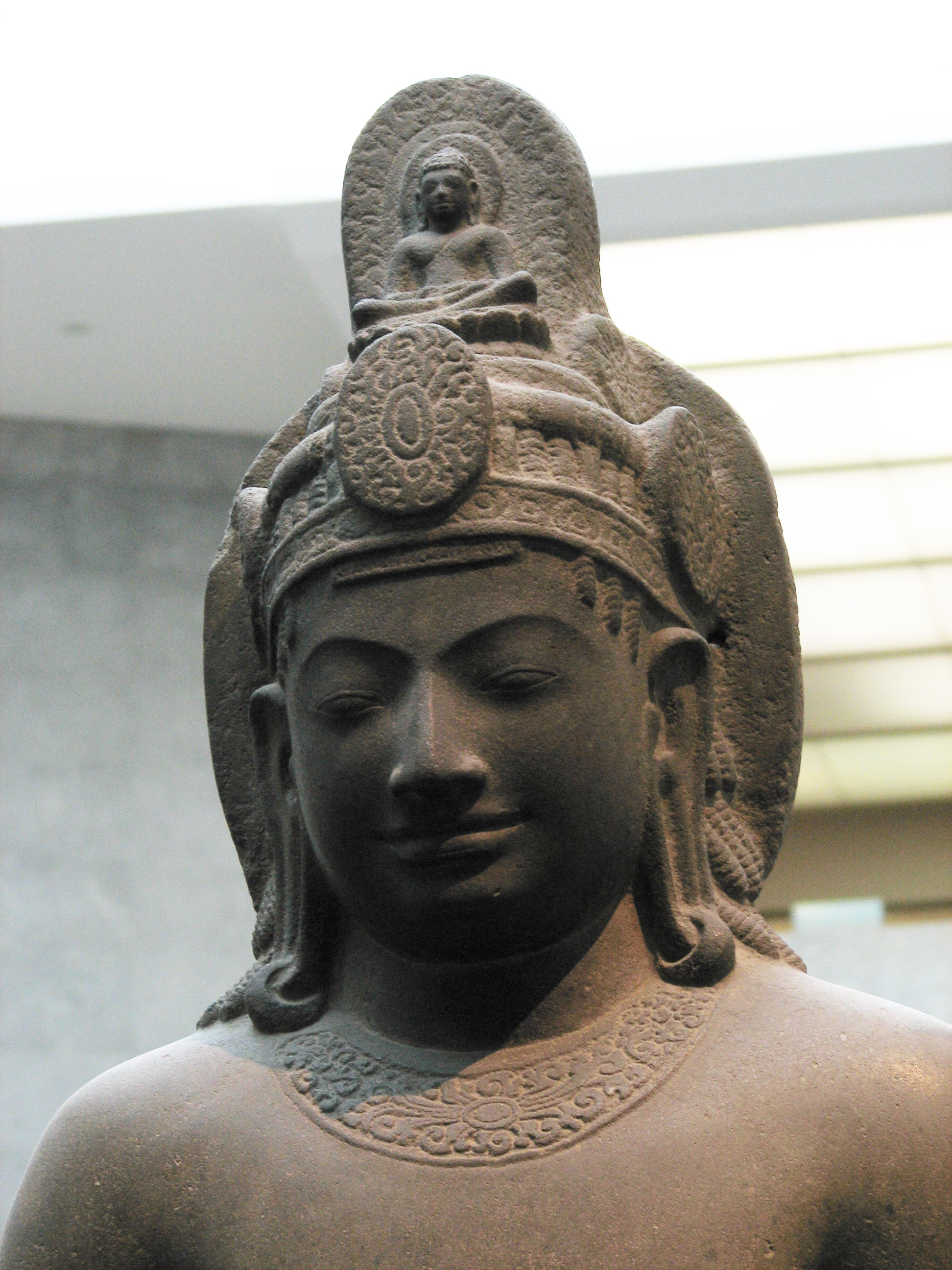
7世紀的聖觀音砂岩石雕
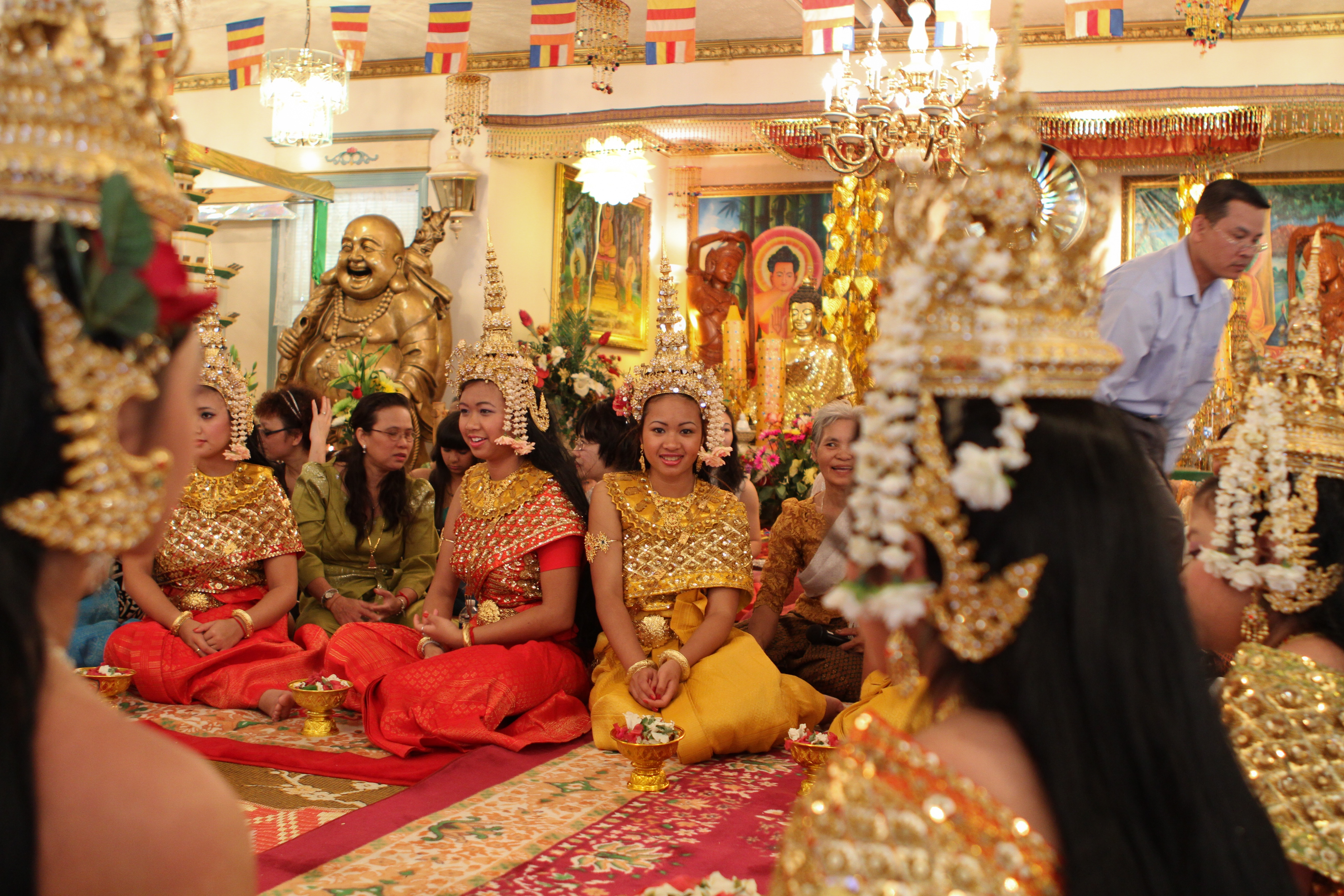
在寺院慶祝2010年新年，背後有漢傳佛教中傳說是彌勒菩薩化身的布袋和尚像
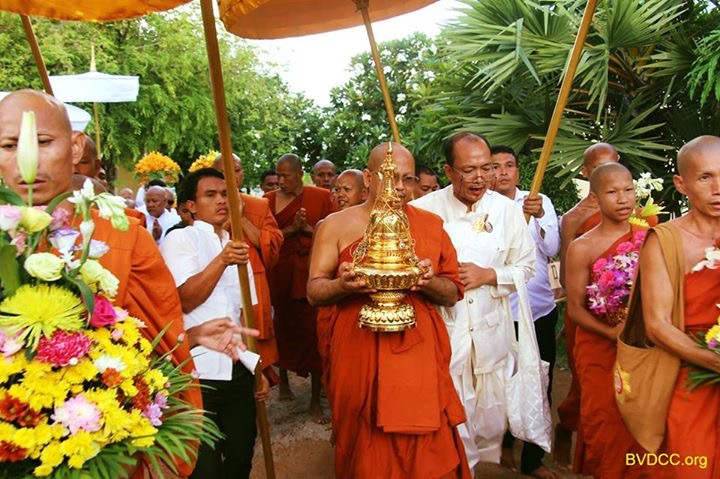
僧人慶祝衛塞節，高棉語稱衛塞節爲Pisak Bochea（Pisak是Visak的變形）

## 外部文獻
- 试论印度文化对柬埔寨文化的影响 （页面存档备份，存于）

## 註释参考
1. 1 2  .   [2007-04-10]. （原始内容存档于2010-12-29）.
2. ↑  中國佛教協會, ,   [2019-03-11], （原始内容存档于2015-08-23）：“（在東南亞）至於單個國家，人口佛教信徒比例最高的是柬埔寨，占人口總數的93%，在泰國，佔92%;在緬甸，佔82%;在老撾，佔77%;在越南，佔76%;在新加坡，佔40%;在馬來西亞，佔20%;在文萊，佔13.5%。”
3. 1 2  . Pewforum.org. 2012-12-18  [2017-11-08]. （原始内容存档于2018-04-18）.；參見宗教人口列表#佛教徒
4. ↑  劉金光：《東南亞宗教的特點及其對我國對外戰略實施的影響》，見鄭筱筠主編：《東南亞宗教與社會發展研究》，北京：中國社會科學出版社，2013年1月第1版，第24頁
5. ↑  ,   [2019-03-11], （原始内容存档于2019-03-06）
6. ↑  《三國志·吳志·呂岱傳》：“遣人从事南宣国化，暨缴外扶南、林邑、堂明诸王各遣使奉贡。”
7. ↑  《晋国·扶南传》：“扶南西去林邑（占婆）三千余里，在海大湾中（暹罗湾），其境广袤三千里，有城邑宫室。人皆丑黑，拳发裸身，跣行，性质直，不为寇盗。以耕种为务，一岁种，三岁获。又好雕文刻镂……文字有类于胡（西域）；丧葬婚姻略同林邑。其王本是女子，字叶柳；时有外国人混溃（Kaundinya）者先事神，梦神赐之邑。叶柳率舶入海，混溃且诣神祠，得弓，遂随贾人泛溃纳以为妻，而据其国。
8. ↑  《旧唐书·真腊传》：“南方人谓真腊国为吉蔑国。……真腊亦曰吉蔑，本扶南属国。”
9. 1 2 3 4 5 6  釋净海, , 北京: 宗教文化出版社, 2002.02, ISBN 7-80123-269-0
10. ↑  伯希和（Paul Pelliot）在《扶南考》（Le Fou-nan，1903）斷定橋陳如一世即中國古籍的混填王。《晉書》記爲混溃；《南齐书》、《梁书》、《南史》記為混填、混湏；《太平御览》記為混慎，當為訛抄。
11. 1 2 3 4 5 6 7 8 9 10 11 12 13 14 15  陳鴻瑜, , ISBN 9789865729899
12. ↑  康泰《扶南傳》、《太平御覽》：“扶南之西南有林阳国，去扶南七千里，土地奉佛，有数千沙门，持戒六斋日，鱼肉不得入国。”
13. ↑  《續高僧傳》：“僧伽婆罗梁言僧养，亦云僧铠，扶南国人也。幼而颖悟，早附法律，学年出家，偏业《阿昙论》。声荣之盛有誉海南。具足已后，广习律藏。勇意观方，乐崇开化。闻齐国弘法随帕至都，住正观寺……天监五年（公元504年），被敕征召于杨都寿光殿华林园正观寺、占云馆、扶南馆等五处传译，讫十七年。都合一十一部，三十八卷，即《阿育王经》、《解脱道论》等是也……普通五年（公元524年）因疾卒于正观，春秋六十有五。”《僧伽婆罗传》：“梁初又有扶南沙门曼陀罗（Mandra）者，梁言弘弱。大赍梵本远来贡献，敕与婆罗共译《宝云》、《法界体性》、《文殊般若经》三部，合一十一卷。虽事传译，未善梁言，故所出经文多隐质。”
14. ↑  明 陳循《寰宇通志·卷118》：“真臘一曰吉蔑，本扶南屬國。”《古今圖書集成》：“真臘國，在林邑西南，本扶南之屬國也。……近都有陵伽缽婆山，上有神祠，每以兵五千人守衛之。城東有神名婆多利，祭用人肉。其王年別殺人，以夜祀禱，亦有守衛者千人。其敬鬼如此。多奉佛法，尤信道士（婆羅門），佛及道士並立於館。”
15. ↑  《新唐書·卷221下》：“其王剎利伊金（舍）那，貞觀初並扶南、有其地。”
16. ↑  《舊唐書·卷197·列傳第147·南蠻、西南蠻、真臘國》：“真臘……尚佛道及天神，天神為大，佛道次之。”
17. ↑  .   [2019-03-11]. （原始内容存档于2019-06-09）.
18. ↑  Charles Higham, The Archaeology of Mainland Southeast Asia, p.324
19. ↑  John Tully, A Short History of Cambodia, From Empire to Survival, 2005, p.19
20. 1 2  Lawrence Palmer Briggs, The Ancient Khmer Empire
21. 1 2 3 4 5 6 7 8  任繼愈，《中國佛教史·第四、柬埔寨佛教的兴衰》，ISBN 7500401787
22. ↑  .   [2019-03-11]. （原始内容存档于2019-06-12）.
23. ↑  George Coedes, Angkor An Introduction p32
24. ↑  David P. Chandler, op.cit. ,p29
25. ↑  Xuanjun Xie, ,   [2019-03-11], ISBN 9781365113444, （原始内容存档于2019-06-10）
26. ↑  . Pew Research Center. 2015-04-02  [13 August 2018]. （原始内容存档于2018-11-16）.